# Eutolmi (jurista)
Eutolmi (en llatí Eutolmius, en grec Εὑτόλμιος) fou un jurista romà d'Orient que actuava de patronus causarum (advocat defensor) a Constantinoble.
Va ser un dels setze membres de la comissió creada el 530 per Justinià I per compilar un codi de lleis, la Digesta, comissió presidida per Tribonià.